# Чайковский, Пётр Фёдорович
Пётр Фёдорович Чайко́вский (при рождении — Ча́йка; 1745, село Николаевка, Полтавский полк — 18 [30] сентября 1818, Глазов) — российский лекарь, участник русско-турецкой войны, городничий уездного города Глазова Вятской губернии. 
С 1785 года по указу императрицы Екатерины II стал принадлежать к дворянскому сословию. Открыл в Глазове в 1811 году первую больницу на 15 коек с платным лечением. Наиболее известен как дед великого русского композитора Петра Ильича Чайковского.

## Биография
Пётр Фёдорович родился в селе Николаевка Троицкое Полтавского полка, близ города Полтавы (ныне — Троицкое, Полтавская область). Родители отдали его учиться в Киево-Могилянскую академию в Киеве, где он «облагородил» свою фамилию, став называться Чайковским. Оттуда в 1769 году он перевёлся для дальнейшего обучения в Санкт-Петербургский военно-сухопутный госпиталь. Сохранилось прошение на имя императрицы Екатерины II с просьбой зачислить его учеником лекаря. После окончания курса обучения в чине помощника лекаря был направлен в действующую армию, где был участником русско-турецкой войны 1768—1774 годов. C 15 июня 1769 года находился «в службе ея Императорского Величества» учеником при генеральном госпитале, с 26 марта 1770 года — подлекарем, с 15 ноября 1772 года — лекарем. В 1776 году определен городовым лекарем в Кунгур Пермского наместничества, где в том же году он женится на 25-летней Анастасии Степановне Посоховой, незадолго перед тем лишившейся отца. Указом императрицы 14 марта 1782 года Чайковский был переведён из Кунгура в Вятское наместническое правление с жалованьем 140 рублей в год. Приложенные к указу о назначении в Вятку аттестаты характеризовали его следующим образом:

«По указу ея императорского величества от Владимирского пехотного полку дан сей оного полку лекарю Петру Чайковскому в том, что он состояния хорошего, и в пользовании больных находится весьма прилежен, от службы не отбывал, лености ради больным не рапортовался и вёл себя порядочно, а сверх того в походах против неприятеля, положенную на него должность справлял знающим и примернейшим образом, за что пожеланиям его всякого требования достоин…»
— полковник Сергей Филатников, 1777 г.:

«Лекарю Петру Чайковскому дан сей в том, что он состояния весьма доброго, в науке медико-хирургической довольно искусен и знающ и в пользовании больных прилежен и рачителен».
— доктор Карл и штаб-лекарь Гамальян, Пермь, 10 декабря 1781 г.
В 1783 году из Вятского наместничества было направлено в медицинскую коллегию ходатайство:

«…лекарь Чайковский должен быть награждён за службу и сносимые будучи в минувшую турецкую войну в походах труды, особливо в пользовании зараженных чумой военнослужителей… он …состояния доброго, в лекарственной науке искусен и прилежен, в здешнем губернском городе лекарем исправляет свою должность радетельно и искусством его, в пользовании в здешнем обществе больных, состоят все довольными, просим наградить его штаб-лекарским чином и принять в тамошнем городе на вакансию доктора».

24 мая 1784 года был произведен в должность штаб-лекаря. В 1785 году по указу Екатерины II права дворянства в Вятском крае получили 127 человек, в их числе и Пётр Фёдорович Чайковский. 23 апреля 1789 года был уволен со службы определением государственной медицинской коллегии по его прошению. С 20 августа того же года находился на штатской должности дворянского заседателя в Вятском совестном суде. В январе 1795 года поступил на службу городничего в городе Слободском, затем в декабре 1796 года был переведён в Глазов, где прослужил более 20 лет, до своей смерти в 1818 году.

## Семья
Отец — козак Фёдор Афанасьевич Чайка (1695—1767), мать – Анна Чайчиха (1717-?). Пётр Фёдорович Чайковский — второй ребёнок в семье.
У Петра Фёдоровича Чайковского и его жены Анастасии Степановны Чайковской (1751 г. р.), урождённой Посоховой, было 20 детей. Илья Петрович Чайковский, отец композитора Петра Ильича Чайковского, был самым младшим. Одна из дочерей, Екатерина (1783—1821), была замужем за Василием Широкшиным; их сын — учёный-геолог Николай Васильевич Широкшин.